# Římskokatolická farnost Žimutice
Římskokatolická farnost Žimutice je územním společenstvím římských katolíků v rámci vikariátu České Budějovice - venkov českobudějovické diecéze.

## O farnosti

### Historie
Plebánie v Žimuticích je poprvé písemně doložena v roce 1261. Ta v pozdější době zanikla a Žimutice byly přifařeny k Modré Hůrce. Až v roce 1785 byla v místě zřízena lokálie. Z té byla v roce 1853 zřízena samostatná farnost. V roce 1864 se v Žimuticích narodil pozdější českobudějovický biskup Šimon Bárta.

### Současnost
Farnost je spravována ex currendo z Modré Hůrky.
| Kostel                    | Místo            | Bohoslužba             | Bohoslužba             | Poznámka     |
| ------------------------- | ---------------- | ---------------------- | ---------------------- | ------------ |
| Kaple Nejsvětější Trojice | Čenkov u Bechyně | neslouží se pravidelně | neslouží se pravidelně | obecní kaple |
| Kaple                     | Dobšice          | neslouží se pravidelně | neslouží se pravidelně | obecní kaple |
| Kaple Panny Marie         | Dolní Kněžeklady | neslouží se pravidelně | neslouží se pravidelně | obecní kaple |
| Kaple                     | Horní Kněžeklady | neslouží se pravidelně | neslouží se pravidelně | obecní kaple |
| Kaple                     | Záhoří           | neslouží se pravidelně | neslouží se pravidelně | obecní kaple |
| Kostel sv. Martina        | Žimutice         | neděle                 | 9.30                   | farní kostel |